# Giorgio Ghezzi
Giorgio Ghezzi (11 de juliol de 1930 - 12 de desembre de 1990), conegut amb el sobrenom "Kamikaze", fou un futbolista italià de la dècada de 1950.
Fou 6 cops internacional amb la selecció italiana amb la qual participà en la Copa del Món de futbol de 1954. Pel que fa a clubs, defensà els colors de Rimini, Modena FC, Internazionale, on jugà set temporades, Genoa CFC i AC Milan, on reemplaça Lorenzo Buffon a la porteria.
Va jugar com a titular la final de la Copa d'Europa de 1963, que el Milan va guanyar contra el SL Benfica per 2 a 1 a l'estadi de Wembley a Londres, i que representà la primera victòria italiana en la competició.

## Palmarès

### Club
Inter
- Serie A: 1952-53, 1953-54

Milan
- Serie A: 1961-62
- Copa d'Europa de futbol: 1962-63